# Ordine della Gloria (Tagikistan)
L'Ordine della Gloria è un'onorificenza del Tagikistan.

## Classi
L'ordine dispone delle seguenti classi di benemerenza:
- I classe
- II classe

## Assegnazione
L'ordine viene assegnato ai cittadini della Repubblica del Tagikistan per premiare meriti nello sviluppo dell'economia, della sfera sociale, della scienza, della cultura e dell'istruzione e l'esemplarità nel servizio civile e militare nelle attività pubbliche.

## Insegne
L'insegna di I classe è un distintivo da portare con un nastro con una rosetta sul lato sinistro del petto.
L'insegna di II classe è un distintivo da portare con un nastro sul lato sinistro del petto.